# 15623 Maitaneam
A 15623 Maitaneam (ideiglenes jelöléssel (15623) 2000 HU30) a Naprendszer kisbolygóövében található aszteroida. A LINEAR projekt keretében fedezték fel 2000. április 28-án.